# Yoshikazu Shirakawa
Yoshikazu Shirakawa (japanisch 白川義員, Shirakawa Yoshikazu; geboren 28. Januar 1935 im Dorf Kinsei (später: Stadt Kawanoe, heute: Stadt Shikoku-Chūō), Präfektur Ehime; gestorben 5. April 2022) war ein japanischer Fotograf.

## Leben und Wirken
Yoshikazu Shirakawa studierte an der Fotoabteilung der Fakultät für Kunst der Nihon-Universität. 1957 schloss er sein Studium ab und nahm eine Arbeit auf in der Kunstabteilung des Fernsehunternehmens Nippon BS Hōsō auf. Im selben Jahr hatte er seine erste Einzelausstellung mit dem Titel „Landschaftsfotografien“ (風景写真展, Fūkei shashin ten). Das war das Thema, das ihn dann lebenslang begleitete. 1958 wurde Shirakawa zu Fuji Television versetzt, wo er als erster Kameramann arbeitete. 1950 machte er sich selbstständig.
Die nächsten neun Jahre bereiste Shirakawa, fasziniert von der Bergwelt, die japanischen Alpen fünfzehnmal. Von 1968 bis 1971 unternahm er sieben Reisen ins Himalyaygebiet. In dieser Zeit bereiste er 130 Länder und produzierte  viele Beiträge für die verschiedenen Fotomagazine. 1970 wurde er mit den Jahrespreis der „Japan Professional Photographers’ Association“ (日本写真家協会; Nihon shashinka kyōkai) ausgezeichnet. Für seinen Fotoband „Himalaya“ (ヒマラヤ), der 1971 herauskam, erhielt er den 22. Preis des Kultusministers (文部大臣賞, Mombudaijin shō) und den Mainichi-Kunstpreis. 1973 brachte der Schweizer Fotojournalist Max Albert Wyss den Bildband „Majestät der Alpen - Shirakawa Yoshikazu“ heraus.
Zu Shirakawas Einzelausstellungen gehören „The American Continent“ 1975, deren Fotos auf Englisch unter dem Titel „Eternal America“ publiziert wurden, und „Seisho no sekai“ (聖書の世界) – „Die Welt der Bibel“, die als drei Bildbände („Neuzeitlich Welt der Bibel“ (新約聖書の世界), „Die alte Zeit der Bibel“  (旧約聖書の世界) und „Geburt Christi“ (キリストの生涯)), von 1979 bis 1981 erschienen. Shirakawa wurde dafür vom Verband der „Professional Photographers of America“ mit ihrem höchsten Preis ausgezeichnet. Er war damit der erste Japaner, dem diese Ehre widerfuhr. 1988 erhielt er den Kikuchi-Kan-Preis, 1999 die Ehrenmedaille des japanischen Staates.
Shirakawa war als Professor am  „Kantō Photographic Technical Institute“ und als Juror für den „Universiade International Photography Contest“ tätig.